# Havidić Selo
Havidić Selo falu Zágráb közigazgatási területén Horvátországban, a főváros déli részén. Ma Zágráb Brezovica városnegyedéhez tartozik.

## Fekvése
Zágráb városközpontjától 23 km-re délre, a Vukomerići-dombság északi részén, a Lipnica-patak partján, Lipnica és Bukovčak között fekszik.

## Története
A település már a 18. században is létezett. Az első katonai felmérés térképén „Havidichi” néven található. Lipszky János 1808-ban Budán kiadott repertóriumában nem szerepel. Nagy Lajos 1829-ben kiadott művében „Havidichi” néven 12 házzal és 119 katolikus lakossal találjuk.
1857-ben 103, 1910-ben 102 lakosa volt. Zágráb vármegye Szamobori járásához tartozott. 
1941 és 1945 között a Független Horvát Állam része volt, majd a szocialista Jugoszlávia fennhatósága alá került. 1991-től a független Horvátország része. 1991-ben lakosságának 95%-a horvát nemzetiségű volt. 2011-ben 53 lakosa volt.

## Népessége
| Lakosság változása | Lakosság változása | Lakosság változása | Lakosság változása | Lakosság változása | Lakosság változása | Lakosság változása | Lakosság változása | Lakosság változása | Lakosság változása | Lakosság változása | Lakosság változása | Lakosság változása | Lakosság változása | Lakosság változása | Lakosság változása |
| ------------------ | ------------------ | ------------------ | ------------------ | ------------------ | ------------------ | ------------------ | ------------------ | ------------------ | ------------------ | ------------------ | ------------------ | ------------------ | ------------------ | ------------------ | ------------------ |
| 1857               | 1869               | 1880               | 1890               | 1900               | 1910               | 1921               | 1931               | 1948               | 1953               | 1961               | 1971               | 1981               | 1991               | 2001               | 2011               |
| 103                | 102                | 94                 | 96                 | 96                 | 102                | 92                 | 99                 | 65                 | 64                 | 60                 | 49                 | 50                 | 57                 | 62                 | 53                 |